# Залуский, Александр Юзеф
Александр Юзеф Залуский (пол. Aleksander Józef Załuski; 1652 — 1 января 1727) — польский государственный деятель, каштелян равский с 1676 года, воевода равский с 1693 года. Маршалок Главного Трибунала Коронного (1690).

## Биография
Представитель польского магнатского рода Залуских герба «Юноша». Он происходил из сенаторской, но не слишком богатой семьи. Сын воеводы равского Александра Залуского (1608—1693), и его первой жены Катаржины Ольшовской, сестры примаса Польши Анджея Ольшовского.
Александр Юзеф Залуский стал по отцу каштеляном равским в 1676 году, а затем, также по отцу, занял должность воеводы равского (1693).
Его первой женой была Тереза Витовская (+ 1693), дочь Станислава Витовского (+ 1669), каштеляна сандомирского. От этого союза он не дождался потомства, однако благодаря этому браку вступил во владение Едлинский ключ, который был довольно значительным имуществом. Свою резиденцию он создал в Едланке, также обновил церковь в Едлинске.
Потомства он дождался только со второй женой, Терезой Потканской, дочери старосты иновроцлавского Яна Потканского. у супругов было четверо сыновей и трое дочерей:
- Анджей Станислав Залуский (1695—1758), епископ краковский
- Мартин Залуский (1700—1768), иезуит и вспомогательный епископ плоцкий
- Якуб Залуский, староста сулеювский
- Иосиф Анджей Залуский (1702—1774), епископ киевский
- Виктория Залуская, монахиня Орден посещения Пресвятой Девы Марии в Варшаве
- Людвика Залуская (1652—1727), с 1721 года жена Яна Станислава Оссолинского (1689—1770), каштеляна гостынского
- Александра Залуская

Младший из детей, Юзеф Анджей, родился в 1702 году, однако в том же году умерла их мать. Поначалу Александр Залуский лично воспитывал детей, однако со временем его здоровье все больше ухудшалось. Воспитанием детей занимались его братья, сначала Мартин, вспомогательный епископ плоцкий, а затем Андрей Хризостом, епископ варминский, при дворе которого в Лидзбарке выросли дети, и Людвик Бартоломей, епископ плоцкий.
После сорвавшегося созыва конвокационного сейма 1696 года он присоединился 28 сентября 1696 года он вступил в Генеральную конфедерацию. 5 июля 1697 года он подписал в Варшаве объявление о поддержке свободного избрания, которое созвало дворянство на съезд в защиту нарушенных прав Речи Посполитой. В качестве сенатора участвовал в сеймах 1696 и 1697 годов. Был участником Варшавской вальной рады 1710 года.
Сам Александр Иосиф болел психическим заболеванием, в 1720 году отрекся от равского воеводства и вел отшельническую жизнь вплоть до своей смерти в 1727 году.